# NHK Trophy 2012
NHK Trophy 2012 – szóste, a zarazem ostatnie w kolejności zawody łyżwiarstwa figurowego z cyklu Grand Prix 2012/2013. Zawody rozgrywano od 23 do 25 listopada 2012 roku w Sekisui Heim Super Arena w Sendai.
Wśród solistów triumfował reprezentant gospodarzy Yuzuru Hanyū, zaś wśród solistek jego rodaczka Mao Asada. W konkurencji par sportowych złoty medal zdobyli Rosjanie Wiera Bazarowa i Jurij Łarionow. W parach tanecznych triumfowali Amerykanie Meryl Davis i Charlie White.

## Wyniki

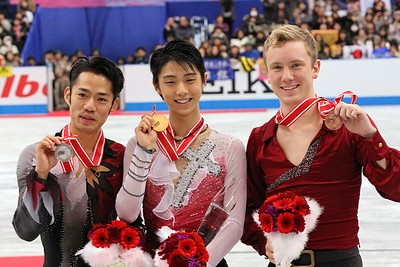
Medaliści w konkurencji solistów, od lewej Daisuke Takahashi (JPN), Yuzuru Hanyū (JPN), Ross Miner (USA)

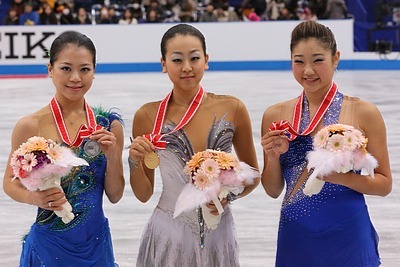
Medalistki w konkurencji solistek, od lewej Akiko Suzuki (JPN), Mao Asada (JPN), Mirai Nagasu (USA)

### Soliści
| Poz. | Zawodnik          | Nota łączna | SP    | SP  | FS     | FS  |
| ---- | ----------------- | ----------- | ----- | --- | ------ | --- |
| 1    | Yuzuru Hanyū      | 261,03      | 95,32 | 1   | 165,71 | 1   |
| 2    | Daisuke Takahashi | 251,51      | 87,47 | 2   | 164,04 | 2   |
| 3    | Ross Miner        | 235,37      | 73,41 | 4   | 161,96 | 3   |
| 4    | Javier Fernández  | 232,78      | 86,23 | 3   | 146,55 | 5   |
| 5    | Richard Dornbush  | 217,56      | 70,05 | 6   | 147,51 | 4   |
| 6    | Kevin Reynolds    | 216,26      | 70,20 | 5   | 146,06 | 6   |
| 7    | Siergiej Woronow  | 214,88      | 70,03 | 7   | 144,85 | 7   |
| 8    | Adam Rippon       | 210,47      | 67,89 | 8   | 142,58 | 8   |
| 9    | Andrei Rogozine   | 182,39      | 67,70 | 9   | 114,69 | 9   |
| WD   | Daisuke Murakami  | DNS         | DNS   | DNS | DNS    | DNS |

### Solistki
| Poz. | Zawodniczka          | Nota łączna | SP    | SP | FS     | FS |
| ---- | -------------------- | ----------- | ----- | -- | ------ | -- |
| 1    | Mao Asada            | 185,27      | 67,95 | 1  | 117,32 | 2  |
| 2    | Akiko Suzuki         | 185,22      | 58,60 | 5  | 126,62 | 1  |
| 3    | Mirai Nagasu         | 176,68      | 61,18 | 2  | 115,50 | 3  |
| 4    | Li Zijun             | 174,11      | 59,62 | 3  | 114,49 | 4  |
| 5    | Agnes Zawadzki       | 160,37      | 55,02 | 7  | 105,35 | 5  |
| 6    | Elene Gedewaniszwili | 156,96      | 57,50 | 6  | 99,46  | 6  |
| 7    | Ksienija Makarowa    | 156,52      | 58,93 | 4  | 97,59  | 7  |
| 8    | Haruka Imai          | 145,42      | 48,10 | 9  | 97,32  | 8  |
| 9    | Sofja Biriukowa      | 139,12      | 49,31 | 8  | 89,81  | 9  |

### Pary sportowe
| Poz. | Zawodnicy                                 | Nota łączna | SP    | SP | FS     | FS |
| ---- | ----------------------------------------- | ----------- | ----- | -- | ------ | -- |
| 1    | Wiera Bazarowa / Jurij Łarionow           | 192,02      | 65,61 | 1  | 126,41 | 1  |
| 2    | Kirsten Moore-Towers / Dylan Moscovitch   | 180,63      | 65,14 | 2  | 115,49 | 2  |
| 3    | Marissa Castelli / Simon Shnapir          | 174,51      | 61,85 | 3  | 112,66 | 3  |
| 4    | Alexa Scimeca / Chris Knierim             | 163,10      | 54,41 | 5  | 108,69 | 4  |
| 5    | Anastasija Martiuszewa / Aleksiej Rogonow | 162,25      | 57,07 | 4  | 105,18 | 5  |
| 6    | Lindsay Davis / Mark Ladwig               | 143,70      | 45,61 | 6  | 98,09  | 6  |
| 7    | Nicole Della Monica / Matteo Guarise      | 121,53      | 42,14 | 7  | 79,39  | 7  |

### Pary taneczne
| Poz. | Zawodnicy                          | Nota łączna | SD    | SD | FD     | FD |
| ---- | ---------------------------------- | ----------- | ----- | -- | ------ | -- |
| 1    | Meryl Davis / Charlie White        | 178,48      | 69,86 | 1  | 108,62 | 1  |
| 2    | Jelena Iljinych / Nikita Kacałapow | 156,62      | 59,96 | 3  | 96,66  | 2  |
| 3    | Maia Shibutani / Alex Shibutani    | 154,56      | 60,84 | 2  | 93,72  | 3  |
| 4    | Nicole Orford / Thomas Williams    | 130,10      | 49,76 | 4  | 80,34  | 4  |
| 5    | Cathy Reed / Chris Reed            | 124,46      | 48,33 | 5  | 76,13  | 5  |
| 6    | Penny Coomes / Nicholas Buckland   | 122,80      | 46,72 | 6  | 76,08  | 6  |
| 7    | Huang Xintong / Zheng Xun          | 119,56      | 45,99 | 7  | 73,57  | 7  |
| 8    | Yu Xiaoyang / Wang Chen            | 108,28      | 40,92 | 8  | 67,36  | 8  |